# Ordem dos Pregadores
A Ordem dos Pregadores (latim: Ordo Prædicatorum, O. P.), também conhecida por Ordem de São Domingos ou Ordem Dominicana, é uma ordem religiosa católica que tem como objetivo a pregação da palavra e mensagem de Jesus Cristo e a conversão ao cristianismo.
Fundada em Toulouse, França, em 22 de dezembro de 1216 por São Domingos de Gusmão, um sacerdote castelhano (atual Espanha), o qual era originário de Caleruega, e confirmada pelo Papa Honório III.
Os dominicanos não são monges, mas sim frades: Professam voto de obediência (a Deus, à Bem-Aventurada Virgem Maria, a São Domingos, ao Mestre Geral e às leis dos irmãos pregadores). Neste voto, estão incluídas a pobreza e a castidade. Vivem em comunidade, em conventos, que são implantados tradicionalmente nas cidades. Para além dos frades-padres, existem também os frades cooperadores, que embora não sendo ordenados, comungam inteiramente da missão da ordem. A pregação da palavra, o estudo, a oração e a vida comunitária são elementos fundamentais nesta Ordem, que é contemplativa e apostólica. Do carisma dominicano fazem também parte a verdade, a abertura, a compaixão, a penitência e a itinerância. Têm especial devoção à Santíssima Virgem Maria. A padroeira da Ordem é Santa Maria Madalena, uma das primeiras pessoas a anunciar a ressurreição de Jesus Cristo, na manhã do Domingo de Páscoa.

## Origem

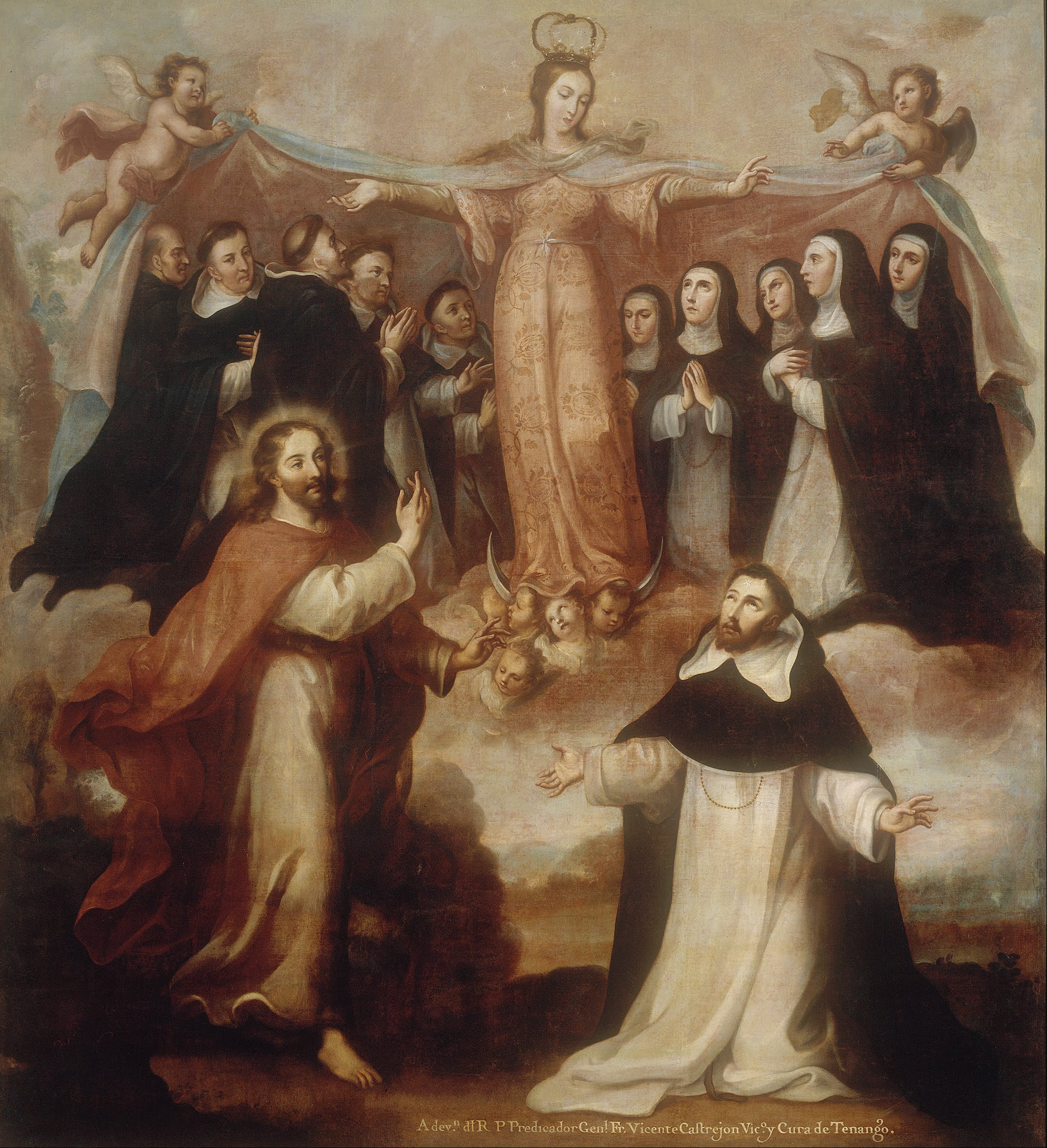
Alegoria da Virgem Maria, Padroeira dos Dominicanos, pintura de Miguel Cabrera.

Domingos de Gusmão nasceu em Caleruega, Castela, tendo cedo descoberto a sua vocação religiosa. Estudou em Palência e tornou-se cónego no Cabido de Osma. O seu bispo Diego foi enviado à Dinamarca a negociar o casamento de uma princesa com o filho do rei e Domingos acompanhou-o. No regresso, ao passarem pelo sul de França depararam-se com um cenário de verdadeira guerra civil, provocada pela grande influência das heresias dos albigenses também chamados cátaros em toda a zona designada como Languedoc. Demorando-se pela região, os dois descobriram que a pregação e esforços dos legados do Papa Inocêncio III enviados para tentar demover as heresias e levar as populações novamente para o seio da Igreja não resultavam. Tal devia-se ao facto de aqueles enviados se apresentarem com todas as suas honras, mordomias e autoridade face a heréticos que pregavam e viviam uma vida de simplicidade, informalismo e cujas teorias advogavam um cristianismo baseado na humildade e vida comunitária.

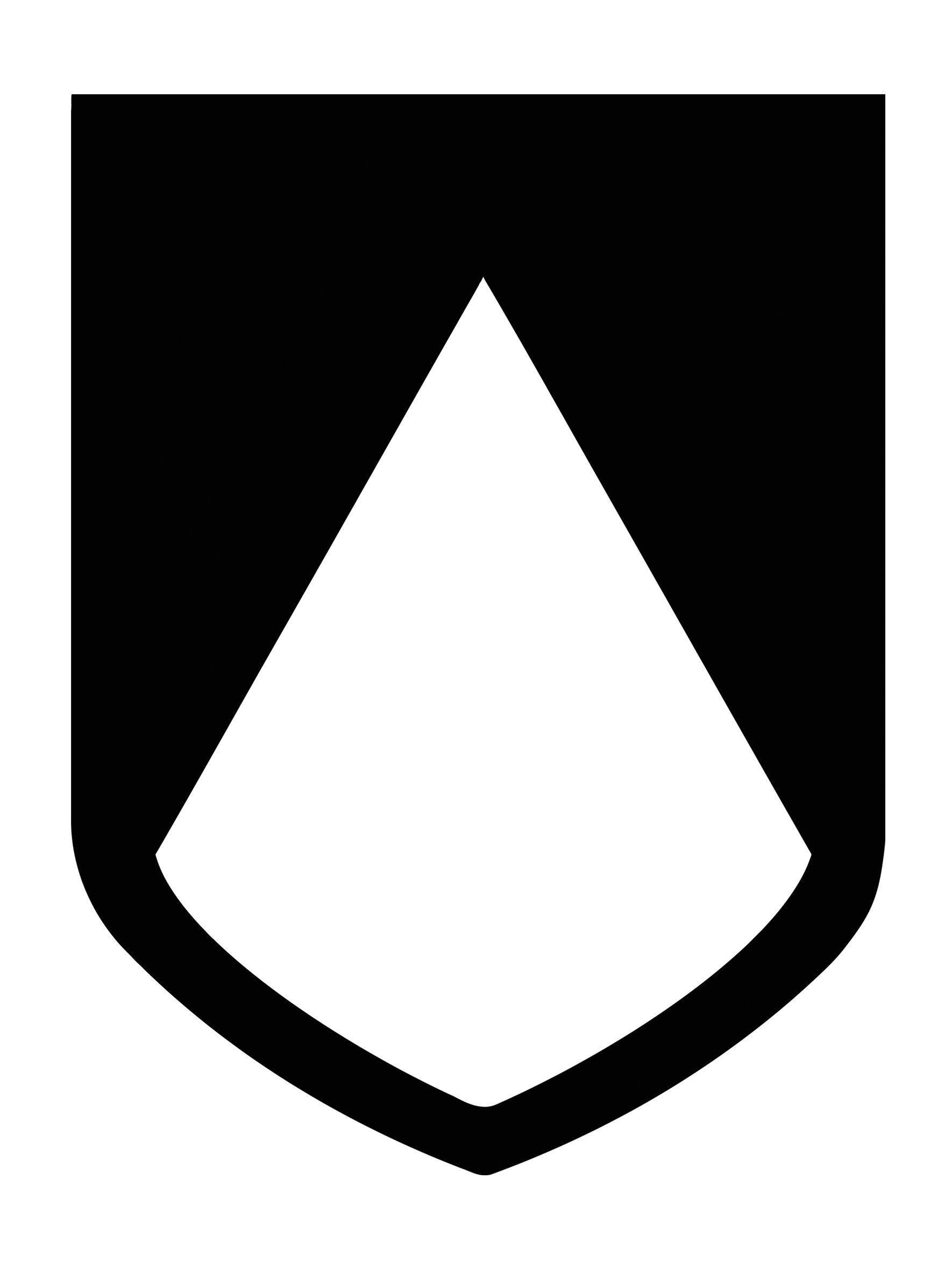
O brasão com o casaco

Domingos e Diego envolveram-se na pregação, utilizando as mesmas técnicas dos heréticos: despidos de qualquer sinal de autoridade, falando uma linguagem que todos compreendiam, disputando debates públicos, em praças, igrejas, e mesmo tabernas. O seu sucesso foi imediato. Convenceram os legados papais e alguns monges cistercienses a segui-los nos seus métodos e durante algum tempo prosseguiram a sua ação pregadora. Diego, como bispo, teve no entanto de regressar à sua Diocese falecendo pouco depois.
Domingos viu-se em pouco tempo praticamente sozinho na sua missão, percorrendo toda a região durante alguns anos, a qual se viu assolada pela guerra, em virtude de uma cruzada ter sido lançada pelo Papa, com o apoio do rei de França que pretendia conquistar a região e derrubar os senhores feudais locais, apoiantes das heresias por estas defenderem o fim da instituição eclesial e como tal deixarem de interferir nos seus poderes.
Em 1206, Domingos consegue que um grupo de mulheres convertidas da heresia se constituam como comunidade, encontrando uma casa onde se estabelecem e apoiam a missão da «santa pregação», na vila de Prouille. Foi a primeira fundação do que viria a ser a Ordem dos Pregadores.
Domingos prossegue com a sua missão e em 1216 tem um pequeno grupo de 16 seguidores, para os quais solicita, em Roma, a aprovação de uma Regra para a constituição de uma nova ordem monástica. Mas o Papa, limitado pela decisão do recente Concílio de Latrão que proibiu a aprovação de novas ordens, pretendendo de qualquer forma apoiar o projeto de Domingos, sugere que adotem a regra de Santo Agostinho, o que fazem.
Assim, em 1216 é aprovada oficialmente a constituição da Ordem dos Pregadores, uma ordem de religiosos inteiramente dedicados à missão da pregação, função até então exclusivamente reservada aos bispos.
Nesse mesmo ano, e face a um grupo ainda em formação, Domingos decide dispersar essa pequena comunidade. Uns são enviados para a Universidade de Paris, por forma a adquirirem competências de ensino, uma vez que o estudo será, para todo o sempre um elemento fundamental da ordem dominicana. Outros são enviados para Espanha, Itália, Inglaterra, Polônia a fim de fundarem novas comunidades e exercerem a pregação nos moldes originais de Domingos.
Em Roma, conheceu São Francisco de Assis, a quem se ligou em íntima amizade. Em 1218 foi a Bolonha fundar um convento, perto da Igreja de Nossa Senhora de Mascarella. Um ano depois, teve Domingos a satisfação de fundar outro na mesma cidade, sendo que este, tempos depois, veio a ser um dos mais importantes da Ordem na Itália. O exemplo de São Francisco de Assis e o admirável desenvolvimento da Ordem por ele fundada, influiu grandemente no espírito de São Domingos. Como o Patriarca de Assis, introduziu S. Domingos na sua ordem o voto de pobreza em todo o rigor.
Em 1221, em Bolonha, realiza-se o primeiro Capítulo Geral da Ordem, na qual são aprovadas as primeira regras de funcionamento, estabelecendo-se como a primeira ordem de cariz democrático, uma vez que para o desempenho de todos os cargos, do mais alto (Mestre geral) ao mais pequeno, sempre se exige a respectiva eleição. Acresce ainda uma forma dupla de governo: Capítulo, isto é assembleias em que estão presentes os responsáveis hierárquicos — Províncias, podendo aprovar as medidas que entenderem. Sendo que o capítulo geral seguinte é formado por representantes eleitos dos conventos, isto é, das «bases», com iguais poderes. E todas as medidas aprovadas apenas entram em vigor com a aprovação consecutiva de 3 capítulos gerais. Dessa forma, pretendia-se evitar «precipitações» e dar tempo a alterações de pormenor que tornassem as medidas, quando em funcionamento, já depuradas de imperfeições e devidamente testadas.
Logo na década seguinte, 1230, a Ordem teve um crescimento exponencial, contando com dezenas de conventos espalhados por toda a Europa e com milhares de membros. A razão de tal sucesso derivava de vários fatores. Por um lado, as velhas formas medievais estavam em desuso e decadência, fruto sobretudo de uma crescente estabilidade política que permitia o desenvolvimento das cidades, do comércio e da cultura. Por outro era uma urgência sentida por todos, que a Igreja retomasse a sua veia de pregação, desta feita baseada no estudo, na Bíblia e enfrentasse as heresias e doutrinas erradas, tanto em voga naquele tempo.
As ordens mendicantes — franciscanos e dominicanos, formam uma resposta surgida do interior da Igreja face a movimentos similares, mas que se tinham colocado à margem e sobretudo fora da Igreja. Foram portanto uma resposta a uma necessidade social política, cultural e religiosa daqueles tempos.
As suas características eram essencialmente urbanas: vida em comunidade, vida itinerante, vida de pobreza como exemplo e pregação. Ao invés das antigas ordens religiosas, especialmente os beneditinos, dedicados ao trabalho manual e agrícola, estas novas ordens vão marcar e surgem em simultâneo com o despontar de uma nova classe, a burguesia, constituída por comerciantes, pequenos artífices, operários e serventes nas cidades. O seu caráter aberto (não elitista), mais democrático na sua organização interna, a grande mobilidade (que se conjuga no tempo e lugar com a abertura das grandes rotas comerciais na Europa) vão tornar estas ordens religiosas atrativas para toda uma nova classe social, urbana, em crescimento de literacia, ascendente social e politicamente, com novas formas de expressão na retórica, na literatura, na arte e arquitetura e na teologia.
A ordem nasceu sob o signo da Verdade (Veritas, em latim), isto é o estudo, a reflexão e a pregação da verdade revelada por Jesus Cristo e pela Igreja. Daí que não surpreenda que inúmeros membros da ordem se tenham tornado famosos teólogos, escritores e doutores da Igreja. A sua atividade de ensino e da busca e disputa intelectual, tiveram como fruto grande pensadores, e deram inúmeros contributos para a história da Europa e do mundo.
Mas esse mesmo caráter, quando foi assumido de forma dogmática, e sob o signo da autoridade, foi instrumentalizado pelo poder público dos Estados nascentes para o recorrente recrutamento de frades dominicanos para assistência e direção do Tribunal do Santo Ofício, ou Inquisição, ainda que também alguns deles tivessem sido dele vítimas. Assim, o Papa Gregório IX, em 20 de abril de 1233, editou duas bulas que marcaram o início da Inquisição, instituição da Igreja Católica Romana que por vários séculos contribuiu para punir os católicos que professavam heresias. Uma das bulas, a "Licet ad capiendos", dirigida aos dominicanos, inquisidores, para eles dispunha: "Onde quer que os ocorra pregar estais facultados, se os pecadores persistem em defender a heresia apesar das advertências, a privar-los para sempre de seus benefícios espirituais e proceder contra eles e todos os outros, sem apelação, solicitando em caso necessário a ajuda das autoridades seculares e vencendo sua oposição, se isto for necessário, por meio de censuras eclesiásticas inapeláveis". Contudo, o combate contra as heresias era de caráter essencialmente espiritual e, contrariamente àquilo em que muitos acreditam, os dominicanos não se identificaram com as práticas inquisitoriais,[carece de fontes?] porque eram contrárias ao pensamento do fundador da Ordem, o qual, pelo estudo da palavra de Deus, preferia debates de caráter intelectual, procurando compreender o que estava na origem da forma de pensar daqueles que não partilhavam o mesmo pensamento da Igreja Católica de então. Após 1255, a Ordem Dominicana sofreu uma perseguição brutal pelo trabalho de alguns mestres seculares da Universidade de Paris que queriam expulsar da Universidade todos os frades dominicanos que lá ensinavam, e também espalhando panfletos contra a Ordem, para que o povo também se voltasse contra os dominicanos.[carece de fontes?] Diante desta situação tão difícil, o Beato Humberto de Romans, Mestre Geral da Ordem, no Capítulo Geral de 4 de junho de 1256, ordenou a reza de uma Ladainha própria da Ordem dominicana, em todos os conventos. Bem, alguns dias depois, de 17 a 27 de junho do mesmo mês, o Papa Alexandre IV interveio de maneira definitiva e direta para resolver a situação a favor dos dominicanos.[carece de fontes?]

## Organização
A Ordem dos Pregadores é dirigida a nível mundial por um Mestre Geral, eleito atualmente por mandatos de 9 anos.
A nível regional está dividida em Províncias que podem compreender um ou mais países ou existirem mesmo em várias subdivisões dentro de um mesmo Estado. Aqueles territórios que não tenham os requisitos mínimos para se estabelecerem como províncias, nomeadamente número de frades e de conventos, são designados por Vicariatos e dependem hierárquica e funcionalmente de uma outra Província.
Em cada Província existe um Prior Provincial eleito pelos priores e representantes dos frades dos conventos e casas dessa província. Na eleição do Mestre Geral é enviado para o Capítulo Geral Eletivo um representante eleito por todos os frades (definidores) e o respectivo Provincial, tendo todos igual direito de voto.
Existem 3 tipos diferentes de Capítulos Gerais:
- O Capítulo de definidores (representantes eleitos pelo membros de cada província);
- O Capítulo de Provinciais;
- O Capítulo Geral eletivo (que comporta os dois tipos anteriores de membros).

## Hábito

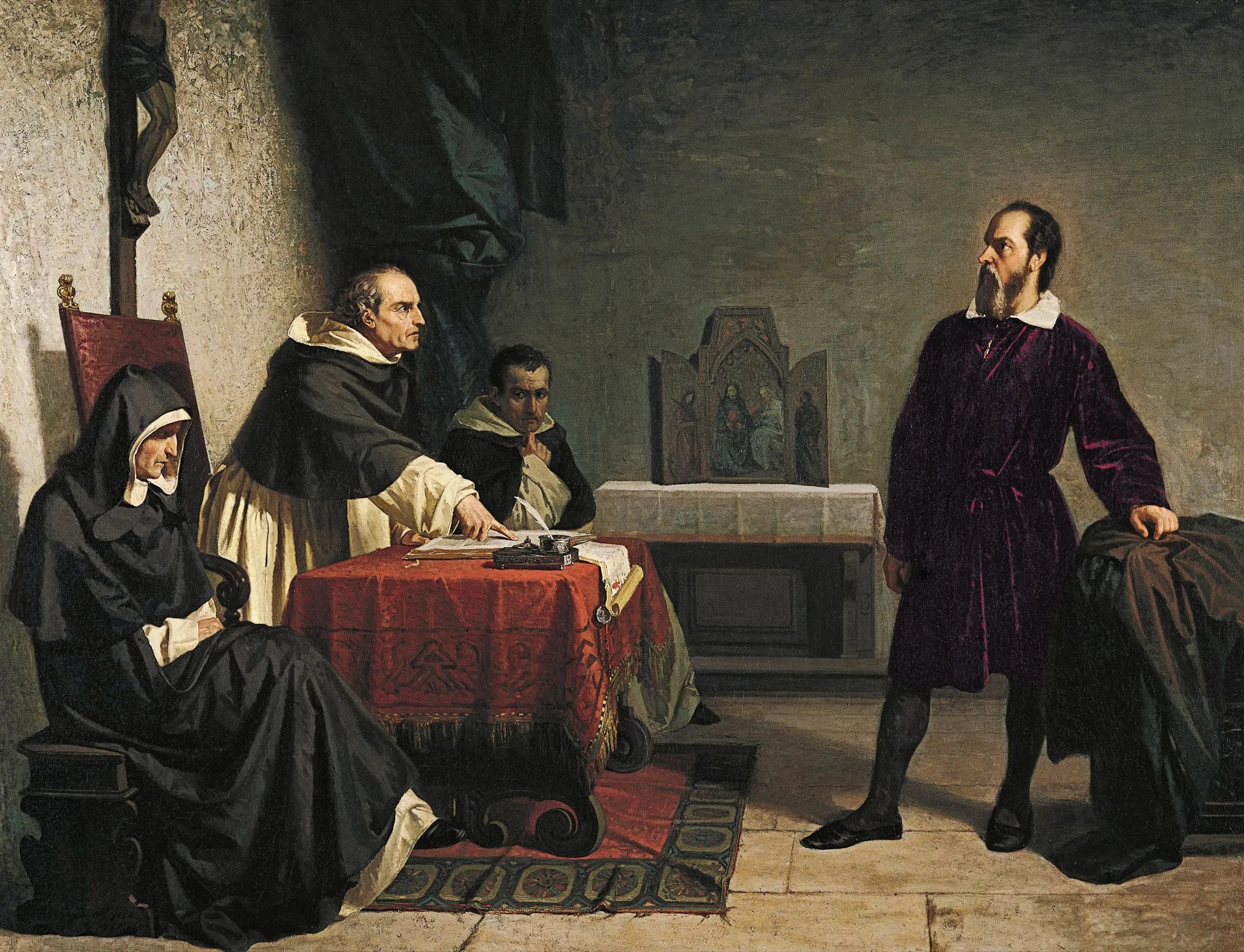
Dominicanos interrogando Galileo

Os frades dominicanos usam um hábito composto de 4 peças, numa harmonia de cores branco e negro:
- uma túnica branca;
- um escapulário (peça de tecido sem manchas, sobre as escápulas);
- um capuz (branco);
- uma capa de cor negra;
- um capuz de cor negra.

Um cinto de couro, com um rosário pendurado, completa o hábito.
De notar que o hábito branco tradicional do Papa é por este usado, desde que Pio V, frade dominicano, foi eleito.

## Ramos
A Ordem compreende 3 diferentes ramos, todos fazendo parte da mesma Ordem e sujeitos à autoridade do Mestre Geral, mas com regulamentos próprios (Constituições ou Regras), adaptados à missão e ao estilo de vida específico de cada um: frades, monjas e leigos.
Atualmente a Ordem dos Pregadores tem mais de 100 mil membros em todo o mundo, a maior parte leigos, isto é cristãos comprometidos com a missão da ordem (pregação), mas que vivem inseridos nas suas famílias, trabalho e comunidades, desenvolvendo projetos apostólicos e formas laicais de pregação.
Os Frades vivem geralmente em conventos, e agrupam-se por Províncias, as quais podem coincidir ou não com um Estado, parte deste ou mais do que um Estado. Em alguns casos, existem vicariatos, dependentes organicamente de uma Província, mas que abarcam uma região, território ou Estado diferente daquela, por não terem ainda dimensão, em termos de casas, conventos e membros para se autonomizar como Província. Por exemplo, na Província de Portugal existe o Vicariato de Angola.
As Monjas vivem em mosteiros, dependendo diretamente do Mestre-Geral. Alguns mosteiros agrupam-se em federações de cariz regional, nacional ou continental. Geralmente as monjas são parte integrante nas atividades e vida das Províncias dos Frades.
Os leigos, agrupam-se em Fraternidades Leigas de São Domingos (anteriormente conhecida como Ordem Terceira de São Domingos) e Movimento Juvenil Dominicano (grupos de jovens), estando integrados nas Províncias dos frades, fazendo promessa de vida perante o representante do Mestre Geral e vivendo segundo regra própria.

## A Ordem dos Pregadores nos nossos dias
Atualmente, a Ordem inclui, no mundo inteiro:[carece de fontes?]
- 7.000 frades;
- 5.000 monjas, em 247 mosteiros;
- 40.000 freiras apostólicas em 119 congregações;
- 100.000 membros leigos das Fraternidades Leigas de São Domingos.

Em Portugal:
- 70 frades, em 3 Conventos e duas Casas;
- 23 monjas, em 3 mosteiros;
- 200 freiras apostólicas de 4 congregações;
- 500 membros leigos, em 17 Fraternidades Leigas de São Domingos.

## Personagens
Nos quase oito séculos de história desta ordem, inúmeros foram os seus membros que se destacaram, entre os quais se realçam:
- Santo Tomás de Aquino
- Santa Catarina de Siena
- Santa Rosa de Lima
- Santa Inês de Montepulciano
- Santa Margarida da Hungria
- São Vicente Ferrer
- São Francisco Coll
- São Jacinto
- Santa Catarina de Ricci
- São Martinho de Porres
- São Pedro de Verona
- São Gonçalo do Amarante
- São Raimundo de Penaforte
- Santo Alberto Magno
- São Frei Bartolomeu dos Mártires
- Beato Inocêncio V
- Beato Bento XI
- São Pio V
- Papa Bento XIII
- Beato Alano de la Rocha
- Beato Raimundo de Cápua
- Beata Diana D'Andalò
- Beato Gil de Santarém
- Bartolomeu Las Casas
- Frei Francisco de Vitória
- Santa Margarida de Cittá-di-Castelo
- Frei Henri Dominique Lacordaire
- Frei Luís Beltran
- Frei Tomás de Torquemada
- Padre Girolamo Savonarola
- Padre Dominique Pire

Em Portugal será de lembrar São Frei Gil, São Bartolomeu dos Mártires, Beato Gonçalo de Amarante, Beata Teresa de Saldanha, Frei Luís de Sousa, Frei André de Resende, Frei Soeiro Gomes, Frei Francisco Foreiro, Frei Jerónimo de Azambuja, Frei Luís de Soto Mayor, entre muitos outros.

### Papas da Ordem dos Pregadores
| Papa              | Inicio                | Término                 | Período de Pontificado |
| ----------------- | --------------------- | ----------------------- | ---------------------- |
| Beato Inocêncio V | 21 de janeiro de 1276 | 22 de junho de 1276     | 153 dias               |
| Beato Bento XI    | 22 de outubro de 1303 | 7 de julho de 1304      | 259 dias               |
| Papa Nicolau V    | 6 de março de 1447    | 24 de março de 1455     | 8 anos, 18 dias        |
| São Pio V         | 7 de janeiro de 1566  | 1 de maio de 1572       | 6 anos, 115 dias       |
| Papa Bento XIII   | 29 de maio de 1724    | 21 de fevereiro de 1730 | 5 anos, 268 dias       |
| Papa Pio XII      | 2 de março de 1939    | 9 de outubro de 1958    | 19 anos, 221 dias      |

## Em Portugal
Frei Soeiro Gomes foi um dos primeiros 16 companheiros de São Domingos de Gusmão, tendo, aquando da dispersão de 1217 vindo para a Península Ibérica, como seu primeiro Provincial. Tendo sido criada a primeira comunidade em Montejunto, depressa se mudaram para Santarém onde foi fundando o primeiro convento em Portugal, o Convento de São Domingos de Santarém (1238).
A Província de Espanha (assim se chamava por albergar as várias nações e Estados ibéricos) permaneceu unida até ao ano de 1418, quando pela Bula Sacrae Religionis do Papa Martinho V se reconheceu a autonomia de uma nova Província, a de Portugal, que no entanto já gozava, na prática de ampla liberdade há várias dezenas de anos.
A Província de Portugal desapareceu em consequência da extinção das ordens religiosas, em 1834.
Em 1893, Manuel Rosa Frutuoso tornava-se o primeiro sacerdote português, em quase 60 anos, a tornar-se dominicano, assumindo o nome de Frei Domingos Maria Frutuoso, futuro bispo de Portalegre.
A Província de Portugal foi oficialmente restaurada a 11 de março de 1962.
Existem actualmente quatro conventos de frades dominicanos: 
- Convento de Cristo-Rei, na cidade do Porto (1953);
- Convento de Nossa Senhora do Rosário, em Fátima (1952);
- Convento de São Domingos, em Lisboa (1994);
- Convento do Corpo Santo, em Lisboa (1994).

Existem também dois conventos (de clausura) de monjas dominicanas:
- Mosteiro Pio XII, na Cova da Iria, em Fátima (1954);
- Mosteiro de Santa Maria, no Lumiar, em Lisboa (1962).

A Província Portuguesa da Ordem dos Pregadores Dominicanos foi agraciada com o grau de Membro-Honorário da Ordem do Infante D. Henrique a 9 de novembro de 2018.

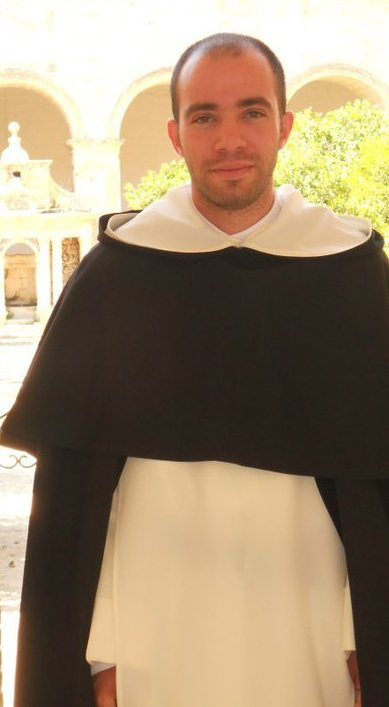
Irmão em 2012

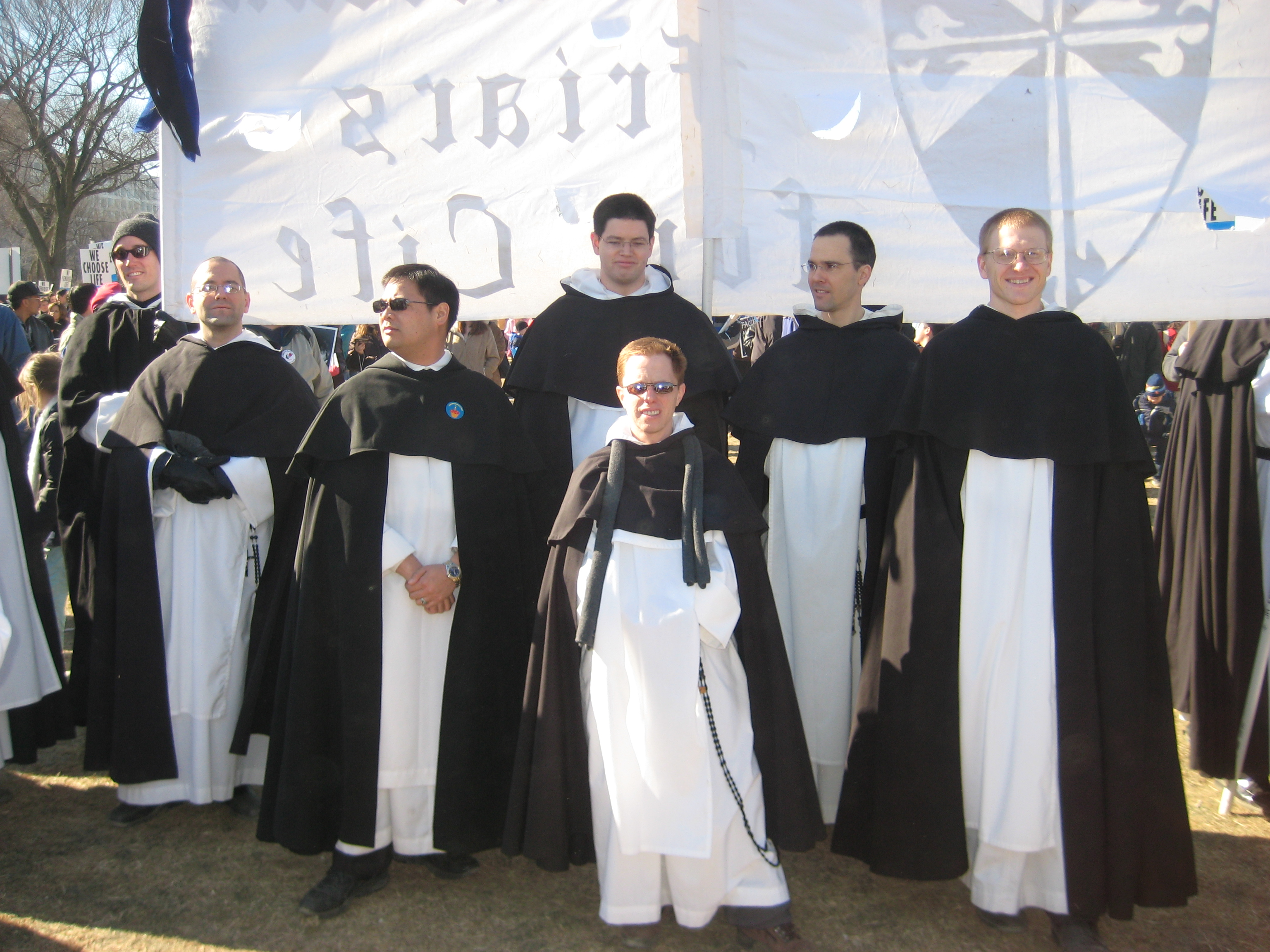
"Frades dominicanos pela vida" em Março 2009 em Washington, D.C.

## No Brasil
Os dominicanos chegaram ao Brasil em 1881, e se instalaram na Diocese de Goiás. Inicialmente trabalharam com a evangelização dos sertanejos e dos índios caiapós em partes de Minas Gerais, Goiás, Pará e São Paulo.
Durante os primeiros 50 anos, sua ação praticamente foi restrita nas regiões do interior, mas, a partir da década de 1920, começaram a atuar nos grandes centros
urbanos da região sudeste do país.
Em 1904, inauguraram a Igreja São Domingos, em Uberaba, no interior do estado de Minas Gerais, um marco para os dominicanos, pelo fato de ser a primeira igreja da ordem dominicana construída no Brasil.
Em 1927, fundaram a Casa São Tomás de Aquino no Rio de Janeiro.
Em 1938, fundaram Convento Santo Alberto Magno, no Bairro das Perdizes, em São Paulo.
Em 1946, fundaram o Convento Nossa Senhora Aparecida, em Belo Horizonte (Minas Gerais).
Segundo Alceu Amoroso Lima, entre 1881 e 1981, os dominicanos passaram por três fases no Brasil:
1. No início, atuação nos sertões do Araguaia;
2. Na décadas de 1950 e 1960, atuação junto às Juventudes Estudantil e Universitária Católicas, nos grandes centros urbanos;
3. A partir da década de 1970, atuação junto às Comunidades Eclesiais de Base, na qual se destaca a influência de Frei Betto, autor de diversos livros e dos bispos: Tomás Balduíno, Estevão de Avelar e Alano Pena[5].